# Powojnik alpejski
Powojnik alpejski (Clematis alpina) – gatunek pnącza z rodziny jaskrowatych. Występuje w Europie i Azji (Syberia, Kirgistan, Mongolia). Jest to jeden z trzech gatunków występujących w Polsce w stanie naturalnym, rośnie najczęściej w Tatrach, także w Pieninach, Gorcach, Beskidzie Niskim i w Bieszczadach. Jest także uprawiany, jako roślina ozdobna.

## Morfologia

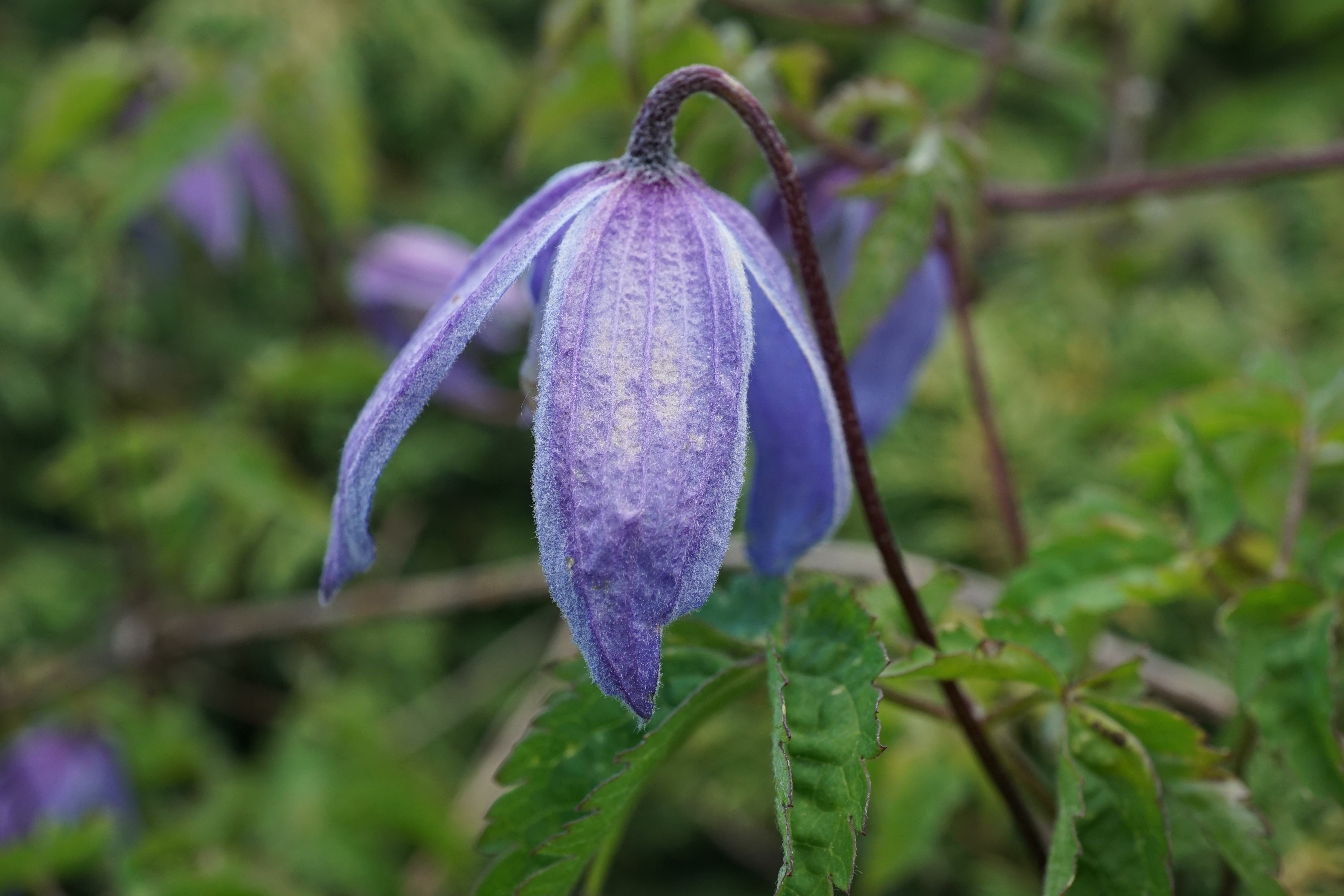
Kwiat

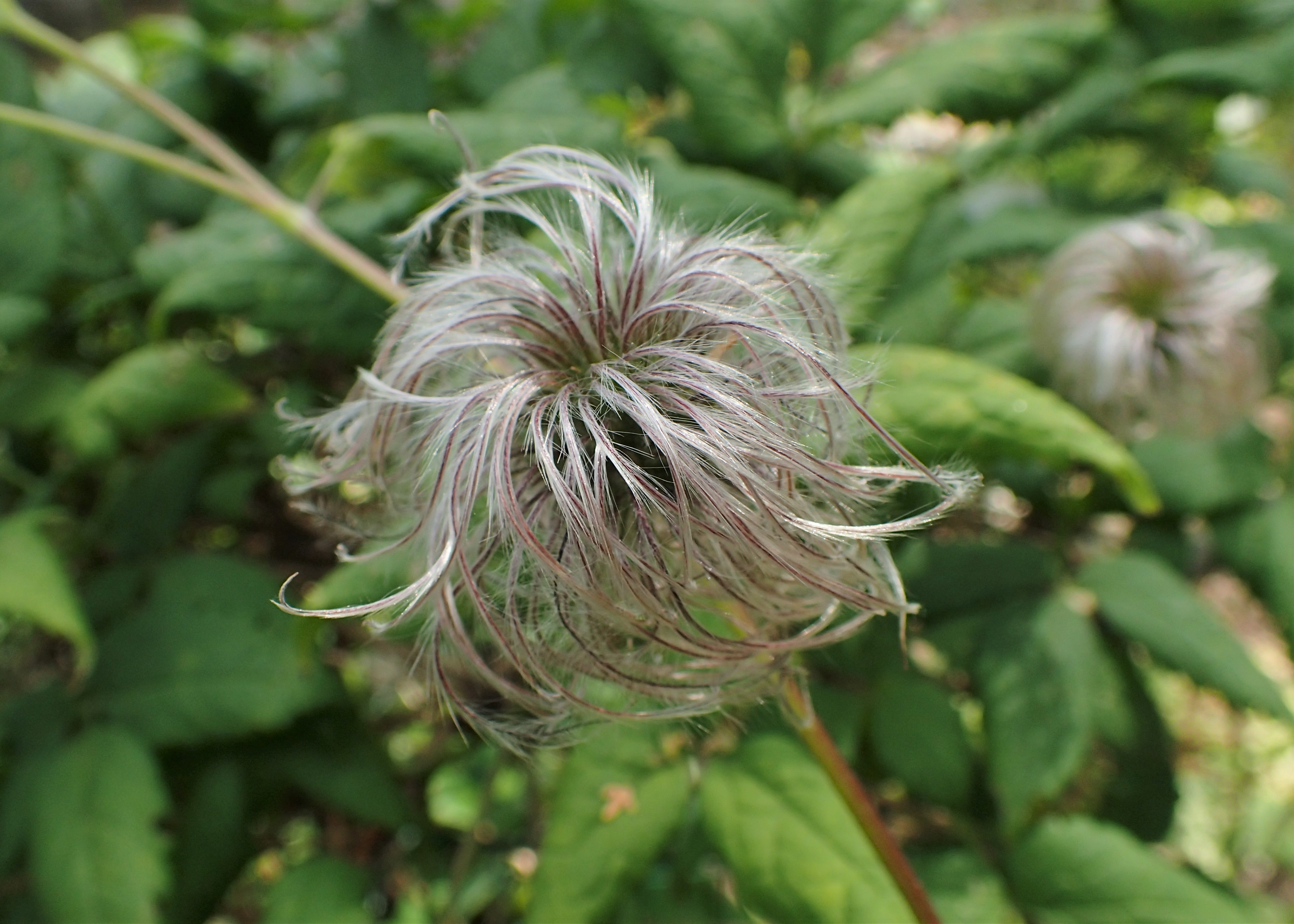
Owoce

ŁodygaPnąca się, drewniejąca, dorasta do 2 m. Przytrzymuje się podpór ogonkami liściowymi.
LiścieUlistnienie naprzeciwległe, liście podwójnie trójdzielne, o długich ogonkach.
KwiatyPojedyncze, szerokodzwonkowate, osadzone na długich szypułkach, zwisłe, czteropłatkowe, o średnicy 4–6 cm są nieco mniejsze niż u mieszańców ogrodowych, w kolorze niebieskofioletowym. W środku widoczne są liczne, białe prątniczki (zredukowane pręciki), które są o połowę krótsze od działek. Spotykane są także odmiany o kwiatach białych, różowych i czerwonobrązowych. Kwiaty pojawiają się na zdrewniałych, zeszłorocznych pędach.
OwoceDrobne niełupki zebrane w gęsty kulisty owoc zbiorowy. Poszczególne niełupki posiadają wydłużony, pierzasty dzióbek powstały z szyjki słupka.

## Biologia i ekologia

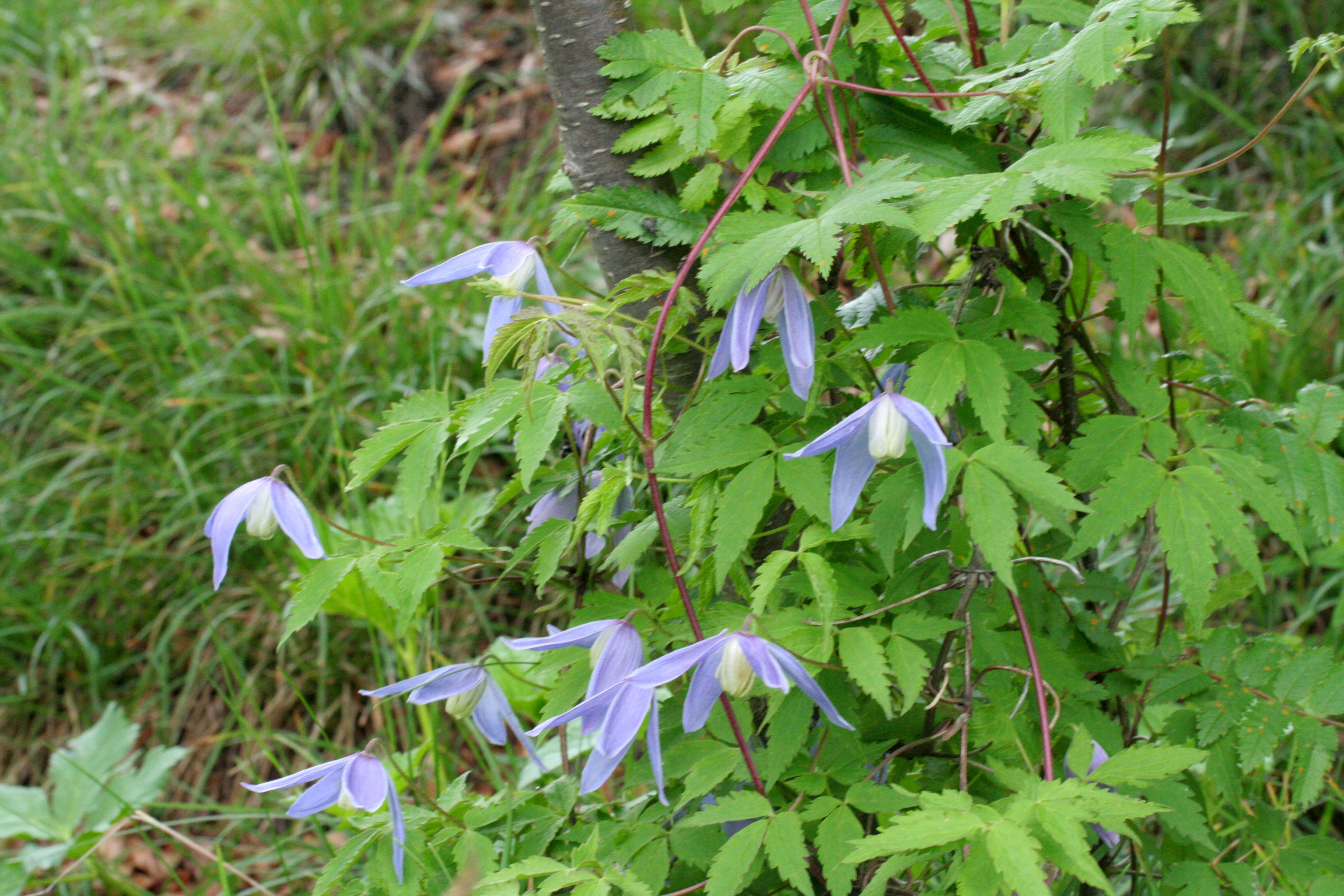
Pokrój

Pnącze, chamefit. Okres kwitnienia przypada od maja do sierpnia. Siedlisko: rośnie w lasach i zaroślach, wśród kosówki, od pogórza po piętro subalpejskie, najczęściej wzdłuż rzek, przeważnie na podłożu wapiennym, rzadziej na krzemianowym. Cała roślina jest lekko trująca. Przy doustnym spożyciu powoduje biegunkę, skurcze i podrażnienia skóry. W stanie wysuszonym nie powoduje już podrażnień skóry.

## Zastosowanie
Roślina ozdobna: ze względu na atrakcyjny wygląd, mrozoodporność oraz małe wymagania liczne odmiany uprawiane są jako rośliny ozdobne. Jest także bardziej odporny na warunki glebowo-klimatyczne od mieszańców ogrodowych, jest całkowicie mrozoodporny, odporny na choroby i zakwita bardzo wcześnie. Najlepsze do uprawy są stanowiska półcieniste, niezbyt ciepłe, o glebie żyznej, średnio wilgotnej i przepuszczalnej, o zasadowym pH. W uprawie znajduje się nie tylko typowa forma gatunku, ale również inne, bardziej ozdobne kultywary, np. ‘Frances Rivis’ o dużych kwiatach.
Roślina doskonale rozmnażająca się przez: wysiew nasion, półzdrewniałe sadzonki pędowe, a także poprzez odkłady.